# Cantonul Châtelaudren
Cantonul Châtelaudren este un canton din arondismentul Saint-Brieuc, departamentul Côtes-d'Armor, regiunea Bretania, Franța.

## Comune
- Boqueho
- Châtelaudren (reședință)
- Cohiniac
- Plélo
- Plerneuf
- Plouvara
- Trégomeur
- Tréméloir